# James P. Hogan (Schriftsteller)
James Patrick Hogan (* 27. Juni 1941 in London; † 12. Juli 2010 in Irland) war ein britischer Science-Fiction-Schriftsteller.

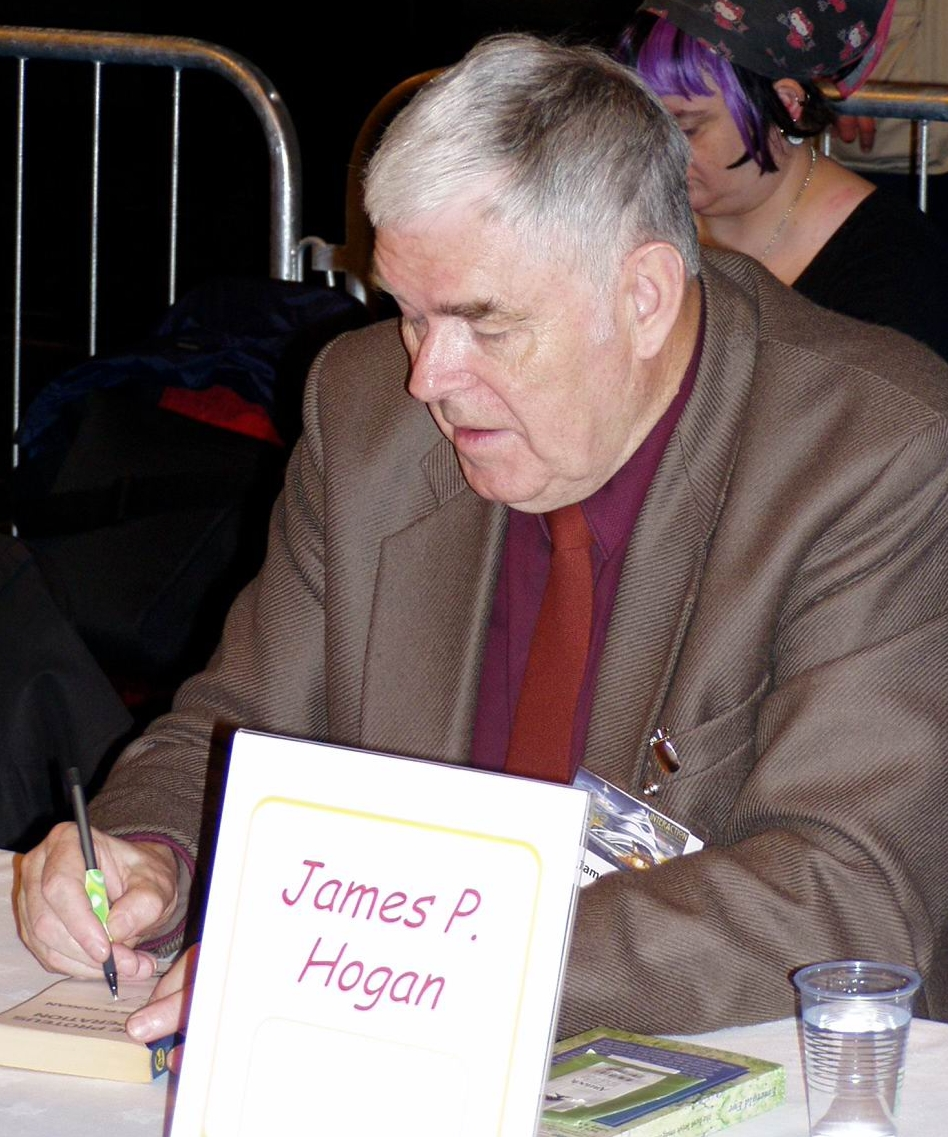
James P. Hogan beim 63. Welt-Science-Fiction-Kongress in Glasgow im August 2005

## Leben
James P. Hogan arbeitete als Ingenieur in der Raumfahrtindustrie und für mehrere Computerfirmen, bis er sich 1979 hauptberuflich dem Schreiben widmete. Er wanderte 1977 in die USA aus.
Hogan schrieb seit 1977 Science-Fiction-Romane. Er tendierte zu einer eher technisch orientierten Science-Fiction (Hard-SF, in Anlehnung an den Begriff Hard Science) und wird deshalb manchmal mit Arthur C. Clarke verglichen; er verfasste mehr als ein Dutzend Romane. Seine philosophische Sicht, wie Wissenschaft durchzuführen sei, macht sich in den meisten seiner Romane bemerkbar: Theorien sollen auf Grund empirischer Daten formuliert werden.
Dies zeigt sich besonders in einem seiner bekanntesten Werke, der Giants-Reihe, die aus insgesamt fünf Bänden besteht. Sie beginnt mit der Entdeckung eines 50.000 Jahre alten menschlichen Körpers auf dem Mond. Nach vielen Untersuchungen und der Entdeckung weiterer Fakten werden Theorien, wie der Astronaut vor 50.000 Jahren den Mond erreichen konnte, erarbeitet, verworfen und ersetzt.
In den späteren Jahren entwickelten sich Hogans bevorzugte Themen zu pseudowissenschaftlichen Aspekten hin. Er vertrat dabei Meinungen wie den Katastrophismus oder das Intelligent Design. Auch mit den Positionen der AIDS-Leugner sympathisierte er. Zur Thematik des Holocaust schrieb Hogan, dass die Werke von Arthur Butz und Mark Weber seiner Meinung nach „gelehrter, wissenschaftlicher und überzeugender wären als die von den Siegern geschriebene Geschichte“. Butz und Weber sind bekannte Holocaustleugner.
Hogan lebte sowohl in Irland als auch in Florida. Er starb am 12. Juli 2010 in Irland.

## Werke

### Serien

#### Giants
- Der tote Raumfahrer (in einer neueren Übersetzung auch: Das Erbe der Sterne), 1981, ISBN 3-811-83538-6, Inherit The Stars, 1977
- Die Riesen von Ganymed, 1981, ISBN 3-811-83556-4, The Gentle Giants of Ganymede, 1978
- Stern der Riesen, 1983, ISBN 3-811-83622-6, Giant's Star, 1981
- Entoverse, 1991, ISBN 1-85723-002-7
- Mission to Minerva, 2005, ISBN 0-7434-9902-6

#### Code of the Lifemaker
- Der Schöpfungscode, 1991, ISBN 3-426-05781-6, Code of the Lifemaker, 1983, ISBN 0-345-30549-3
- The Immortality Option, 1995

#### Cradle of Saturn
- Cradle of Saturn, 1999
- The Anguished Dawn, 2003

### Romane
- Die Schöpfungsmaschine, 1982, ISBN 3-811-83564-5, The Genesis Machine, 1978
- Der Computersatellit, 1982, ISBN 3-811-83593-9, The Two Faces of Tomorrow, 1979
- Es war dreimal ..., 1985, ISBN 3-811-83661-7, Thrice Upon a Time, 1980
- Die Kinder von Alpha Centauri, 1983, ISBN 3-442-23437-9, Voyage From Yesteryear, 1982
- Unternehmen Proteus, 1987, ISBN 3-453-00979-7, The Proteus Operation, 1988
- Endgame Enigma, 1987
- The Mirror Maze, 1989
- The Infinity Gambit, 1991
- The Multiplex Man, 1992
- Out of Time, 1993
- Paths to Otherwhere, 1995
- Realtime Interrupt, 1995
- Bug Park, 1997
- Outward Bound, 1999
- The Legend That Was Earth, 2000
- Echoes of an Alien Sky, 2007
- Moon Flower, 2008
- Migration, 2010

### Kurzgeschichtensammlungen
- Mind, Machines and Evolution, 1988
- Star Child, 1998
- Rockets, Redheads and Revolution, 1999
- Martian Knightlife, 2001
- Catastrophes, Chaos & Convolutions, 2005

### Sachbücher
- Mind Matters: Exploring the World of Artificial Intelligence, 1997
- Kicking the Sacred Cow: Heresy and Impermissible Thoughts in Science, 2004
- Truth Under Tyranny: Science’s Impermissible Thoughts, 2004

## Preise
- 1981: Seiun-Preis für Inherit the Stars
- 1982: Seiun-Preis für The Genesis Machine
- 1983: Prometheus Award für Voyage from Yesteryear
- 1993: Prometheus Award für The Multiplex Man
- 1994: Seiun-Preis für Entoverse